# Konrad Bergsborn
Johan Gustaf Konrad Bergsborn, född 20 maj 1932 i Borås, är en svensk arkitekt.
Bergsborn avlade studentexamen 1951 och utexaminerades från Chalmers tekniska högskola 1955. Han blev förste assistent vid nämnda högskolas institution för stadsbyggnad samma år, anställdes som arkitekt hos Lennart Tham i Stockholm 1957 och på Göteborgs Förorters Arkitektkontor, där han var stadsarkitekt för Angereds och Starrkärrs landskommuner, från 1959.